# Canitar
Canitar este un oraș în São Paulo (SP), Brazilia.